# Mark J. O'Neil
Pour les articles homonymes, voir O'Neil.
Mark J. O'Neil (né le 12 juin 1964) est un major général (général de division) de l'armée de terre américaine (US Army) à la retraite, dont le dernier poste était celui de commandant de l'armée américaine en Alaska. Auparavant, il a été commandant de la Delta Force du 2 juillet 2009 à août 2011 et a participé à de nombreuses opérations de combat, notamment lors des guerres d'Irak et d'Afghanistan. Il a assumé sa dernière mission le 12 juillet 2017, avant de prendre sa retraite en 2019.

## Biographie

### Jeunesse
Né à New York le 12 juin 1964, O'Neil a fréquenté l'Institut La Salle à Troy et a été sélectionné pour le Temple de la renommée athlétique de l'Institut en 1982[3]. O'Neil a obtenu son diplôme de l'Université de Norwich le 28 mai 1986, obtenant sa commission en tant qu'officier d'infanterie du Corps de formation des officiers de réserve de l'Université de Norwich. Il a été intronisé au Norwich University Athletic Hall of Fame en 1986 pour avoir remporté le Distinguished Letterman Award en football et en athlétisme.

### Carrière
O'Neil a été nommé sous-lieutenant (Second Lieutenant) le 28 mai 1986. Sa première affectation a été au sein du 1er] bataillon, 5e régiment de cavalerie, 1re division de cavalerie, à Fort Hood. Tout au long de sa carrière, O'Neil a occupé des postes d'état-major et de commandement au sein d'unités de l'US Army et d'organisations d'opérations spéciales. Il a été officier logistique de bataillon puis commandant de compagnie de fusiliers au sein du 1er bataillon du 27e régiment d'infanterie de la 25e division d'infanterie, à Schofield Barracks, à Hawaï. En avril 1994, il rejoint le 3e bataillon du 75e régiment de Rangers, à Fort Benning, en Géorgie, où il occupe les fonctions d'officier de formation du bataillon, d'officier adjoint des opérations et de commandant de la compagnie de fusiliers, puis d'officier de liaison et de planification au sein de la compagnie du quartier général et du quartier général du 75e régiment de Rangers.
En 1998, M. O'Neil a suivi une sélection spécialisée, puis un cours de formation des opérateurs en vue d'une affectation au 1er détachement opérationnel des forces spéciales - Delta (1st SFOD-D), plus connu sous le nom de "Delta Force", à Fort Bragg, en Caroline du Nord. Il a été officier des opérations de l'escadron, commandant de troupe, commandant de la sélection et de la formation, commandant de l'escadron B de 2003 à 2004, commandant adjoint des opérations, et enfin commandant du 1er SFOD-D de juillet 2009 à juillet 2011. Il a planifié et exécuté des programmes de formation pour préparer son unité à des missions dans des environnements sensibles nécessitant des tactiques, des techniques et des procédures sophistiquées. Il a conduit son unité à mener des opérations dans l'environnement des opérations spéciales interarmées. Au cours de cette période, il a également occupé le poste de chef de la division des opérations courantes au sein du commandement interarmées des opérations spéciales. Dans ce rôle, il a synchronisé et intégré tous les feux terrestres, maritimes, aériens, létaux et non létaux pendant les entraînements et les opérations.
De juin 2011 à décembre 2012, O'Neil a occupé le poste d'officier exécutif auprès du chef d'état-major de l'US Army. Il s'est ensuite rendu à Fort Drum, dans l'État de New York, pour occuper le poste de commandant général adjoint des opérations de la 10e division de montagne. En mars 2015, il est devenu commandant général adjoint de l'entraînement pour le Combined Arms Center à Fort Leavenworth, au Kansas. De 2016 à juillet 2017, il est chef d'état-major de l'United States Army Pacific à Fort Shafter (Hawaï) et, de juillet 2017 à juillet 2019, il est commandant général de l'United States Army Alaska à la base commune d'Elmendorf-Richardson (Alaska).
Ses déploiements comprennent des opérations de maintien de la paix en Bosnie et 15 déploiements à l'appui d'opérations de contingence à l'étranger en Afghanistan pour l'opération Enduring Freedom et en Irak pour l'opération Iraqi Freedom et l'opération New Dawn.

## Récompenses et décorations
|  | Combat Infantryman Badge                                                                    |
|  | Expert Infantryman Badge                                                                    |
|  | Combat Action Badge                                                                         |
|  | Ranger tab                                                                                  |
|  | Military Free Fall Parachutist Badge                                                        |
|  | Master Parachutist Badge                                                                    |
|  | Air Assault Badge                                                                           |
|  | United States Army Special Operations Command (Badge d'identification de service de combat) |
|  | Jump Wings canadien (non opérationnel)                                                      |
|  | 75th Ranger Regiment (Insigne distinctif d'unité)                                           |
|  | 12 Overseas Service Bars                                                                    |

| | Defense Superior Service Medal                                                        |
| | Legion of Merit avec deux feuilles de chêne                                           |
| Width-44 scarlet ribbon with width-4 ultramarine blue stripe at center, surrounded by width-1 white stripes. Width-1 white stripes are at the edges. | Bronze Star Medal avec "V" Device et sept feuilles de chêne (1 décoration pour Valor) |
| Bronze oak leaf cluster | Defense Meritorious Service Medal                                                     |
| Bronze oak leaf cluster | Meritorious Service Medal avec feuilles de chêne                                      |
| | Joint Service Commendation Medal                                                      |
| | Army Commendation Medal avec deux feuilles de chêne                                   |
| | Army Achievement Medal avec trois feuilles de chêne                                   |
| Bronze oak leaf cluster | Army Presidential Unit Citation avec feuilles de chêne                                |
| | Meritorious Unit Commendation                                                         |
| | Superior Unit Award                                                                   |
| Bronze star | National Defense Service Medal avec une service star en bronze                        |
| | Armed Forces Expeditionary Medal avec deux service stars                              |
| | Afghanistan Campaign Medal avec deux étoiles de campagne                              |
| | Iraq Campaign Medal avec six étoiles de campagne                                      |
| | Global War on Terrorism Expeditionary Medal                                           |
| | Global War on Terrorism Service Medal                                                 |
| | Army Service Ribbon                                                                   |
| | Army Overseas Service Ribbon avec award numeral 4 en bronze                           |
| Bronze star | Médaille de l'OTAN pour le Kosovo avec service star                                   |

## Dates de grade
| Grade              | Date               |
| ------------------ | ------------------ |
| Second lieutenant  | 16 mai 1986        |
| First lieutenant   | 28 novembre 1987   |
| Captain            | 1er janvier 1991   |
| Major              | 1er novembre 1997  |
| Lieutenant colonel | 1er septembre 2002 |
| Colonel            | 1er novembre 2007  |
| Brigadier général  | 2 août 2013        |
| Major général      | 2 novembre 2015    |

## Dans la littérature
Les contributions d'O'Neil en tant que commandant de bataillon pendant l'invasion de l'Irak, au cours de laquelle il a déployé l'avant de la force d'invasion avec la Delta Force, sont décrites dans le livre de Michael R. Gordon et Bernard E. Trainor, Cobra II : The Inside Story of the Invasion and Occupation of Iraq (Cobra II : l'histoire intérieure de l'invasion et de l'occupation de l'Irak).

## Source
- (en) Cet article est partiellement ou en totalité issu de l’article de Wikipédia en anglais intitulé « Mark J. O'Neil » (voir la liste des auteurs).